# Пост 110 км
110 км — железнодорожный пост Сосногорского отделения Северной железной дороги на ветке Чум — Лабытнанги. Находится между станциями Полярный Урал и Собь.
При железнодорожной станции образовался посёлок Полярный, сейчас, после расселения жителей, база геологоразведочных экспедиций.